# Principado de Swat
El Estado de Swat (en urdu: رياست سوات‎, en pastún: حکومت خداداد یوسفزئی و متعلقات‎) fue un estado establecido en 1849 por el santo musulmán Saidu Baba, también conocido como Akhund de Swat, y fue gobernado por los valís de Swat. Fue reconocido como un estado principesco en alianza con la India británica entre 1918 y 1947, después de lo cual los akhwand accedieron al nuevo estado independiente de Pakistán. Swat continuó existiendo como región autónoma hasta que se disolvió en 1969, y se incorporó a la provincia de Jaiber Pastunjuá (anteriormente provincia de la Frontera del Noroeste). El área que cubría ahora se divide entre los actuales distritos de Swat, Buner y Shangla.

## Historia
El estado de Swat fue establecido por un líder religioso, Saidu Baba, que nació en una familia gujjar no pastún  del alto valle del Swat en 1794. Comenzó su vida como pastor y luego abandonó el pueblo a la edad de 18 años para establecerse en el pueblo de Mian Brangola, donde recibió su educación inicial y aprendió los fundamentos del Islam.
Saidu Baba finalmente se estableció en 1849 en Saidu Sharif, convirtiendo gradualmente a Swat en un estado independiente. : 40 Sin embargo, después de su muerte en 1877, Swat quedó en suspenso hasta 1915, cuando Abdul Jabbar, un descendiente de Pir Baba, fue elegido líder. En 1918, el nieto de Saidu Baba, Miangul Abdul Wadud, se convirtió en valí de Swat. Pronto Swat fue reconocido por el gobierno británico como un estado principesco. En 1947, Miangul Abdul Wadud accedió a su estado en Pakistán.

## Gobierno
Los gobernantes de Swat ostentaban el título de amir-e shariyat y desde 1918 eran conocidos como badshah; el título cambió a valí en 1926 cuando se convirtió en un Estado principesco del Raj británico. Desde 1969, el antiguo estado principesco está bajo administración civil como parte de Jaiber Pastunjuá.
| Tenencia  | Gobernantes de Swat |
| --------- | ------------------- |
| 1849-1857 | Akbar Shah          |
| 1857–1878 | Saidu Baba          |
| 1878-1916 | estado en suspenso  |
| 1916-1918 | Abdul Jabbar Shah   |
| 1918-1949 | Miangul Abdul Wadud |
| 1949-1969 | Miangul Jahan Zeb   |

## Otras lecturas
- The Last Wali of Swat: An Autobiography as Told by Fredrik Barth (Asian Portraits), by Fredrik Barth
- Sack, John (2000). Report from Practically Nowhere. iUniverse. ISBN 0-595-08918-6.
- Sultan-i-Rome, Swat State, 1915–1969, From Genesis to Merger: An Analysis of Political, Administrative, Socio-Political, and Economic Development, Karachi: Oxford University Press (2008), ISBN 0-19-547113-X
- Sultan-i-Rome. Forestry in the Princely State of Swat and Kalam (North-West Pakistan): A Historical Perspective on Norms and Practices, NCCR IP6 Working Paper No. 6. Zurich: Department of Geography, University of Zurich (2005) Archivado el 16 de noviembre de 2017 en Wayback Machine.

- Datos: Q3246260
- Multimedia: Swat (princely state) / Q3246260